# ایست کیپ جیراردو، ایلینوی
ایست کیپ جیراردو (به انگلیسی: East Cape Girardeau) یک روستا در ایالات متحده آمریکا است که در ایلینوی واقع شده‌است. ایست کیپ جیراردو ۵٫۱۷ کیلومتر مربع مساحت و ۳۸۵ نفر جمعیت دارد و ۱۰۲٫۱۱ متر بالاتر از سطح دریا واقع شده‌است.